# Mons-en-Barœul
Mons-en-Barœul [mɔ̃s ɑ̃ baʁœl] (wörtlich: Berg am Barœul) ist eine französische Stadt mit 21.368 Einwohnern (Stand 1. Januar 2022) im Département Nord in der Region Hauts-de-France. Sie gehört zum Arrondissement Lille und zum Kanton Lille-3.

## Geographie
Die Stadt Mons-en-Barœul liegt etwa drei Kilometer östlich der Innenstadt von Lille im Flachland Französisch-Flanderns mitten im die Städte Lille, Roubaix und Tourcoing umgebenen Ballungsraum Métropole Européenne de Lille. Umgeben wird Mons-en-Barœul von den Nachbargemeinden Wasquehal und Marcq-en-Barœul im Norden, Hem im Nordosten, Villeneuve-d’Ascq im Osten und Südosten, Lezennes im Süden, Lille im Westen und La Madeleine im Nordwesten.

## Geschichte
Die Stadt erlebte ihren Aufschwung als Banlieue von Lille. Zwischen 1878 und 1880 wurde das Fort de Mons errichtet, um einen Schutz der Stadt Lille gegen eine mögliche Invasion von Osten her zu bieten. Heute befindet sich hier eine Station der Métro Lille. Als modernes Bauwerk überragt der Funkturm Tour hertzienne de Villeneuve-d’Ascq das Stadtgebiet.

### Bevölkerungsentwicklung
| Jahr                       | 1962   | 1968   | 1975   | 1982   | 1990   | 1999   | 2011   | 2020   |
| Einwohner                  | 11.531 | 14.113 | 28.070 | 26.638 | 23.578 | 23.017 | 21.361 | 21.564 |
| Quellen: Cassini und INSEE |        |        |        |        |        |        |        |        |

## Sehenswürdigkeiten
- Fernwärmezentrale der ZUP de Plaine de Mons (Monument historique)
- Kirche Saint-Pierre  (erbaut 1844)
- zwei Wassertürme

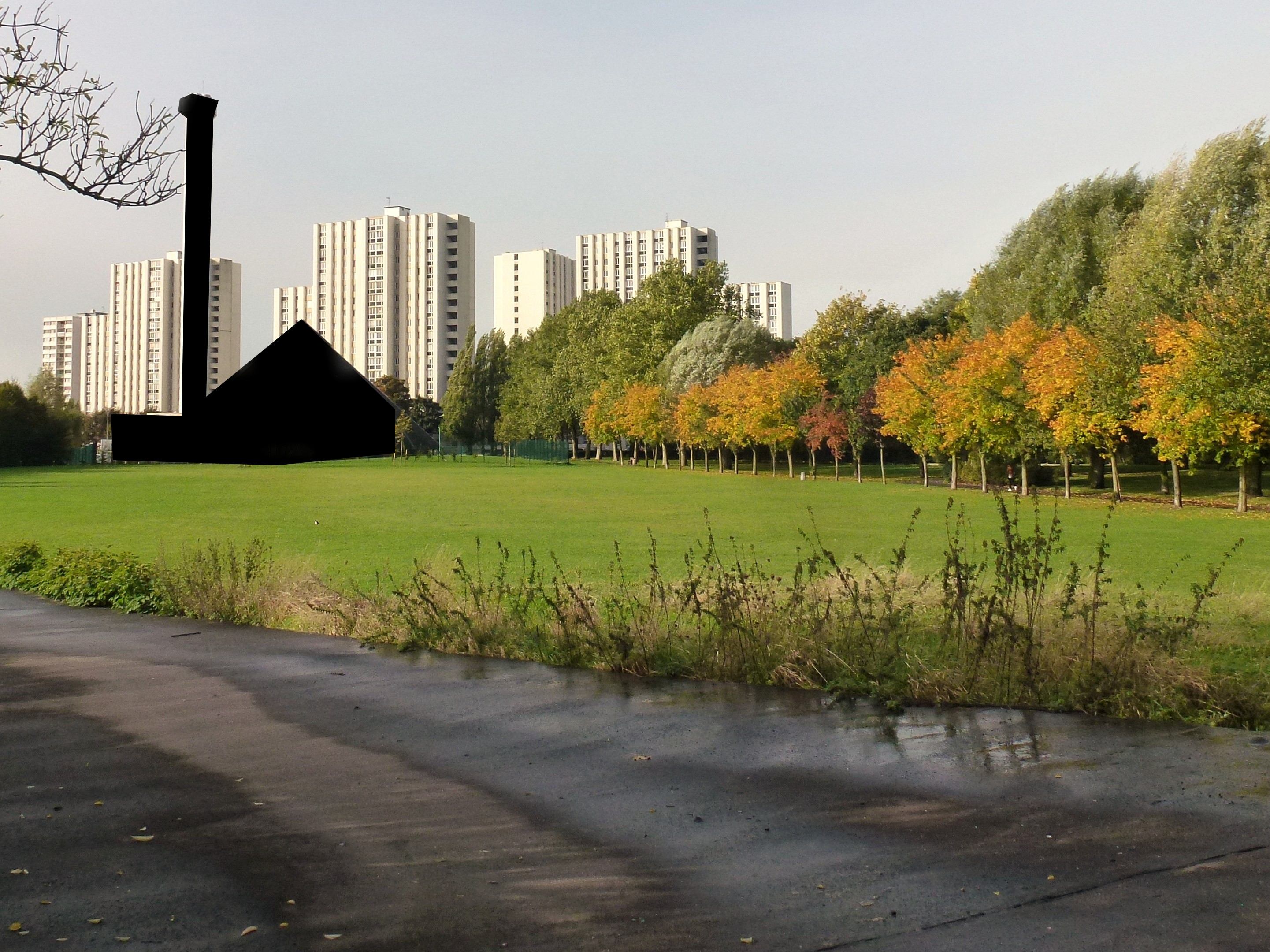
Fernwärmezentrale der ZUP de Plaine de Mons
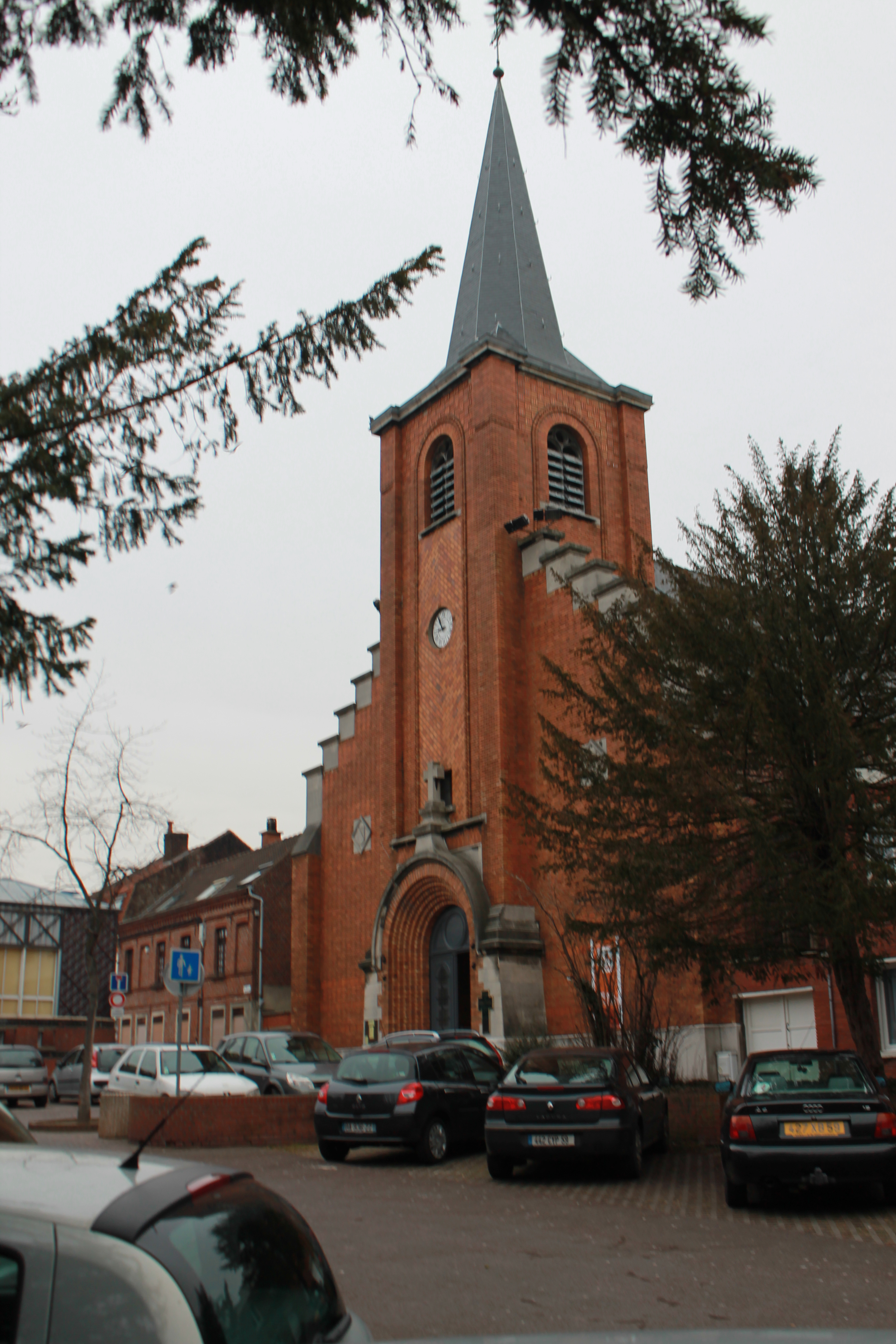
Kirche Saint-Pierre
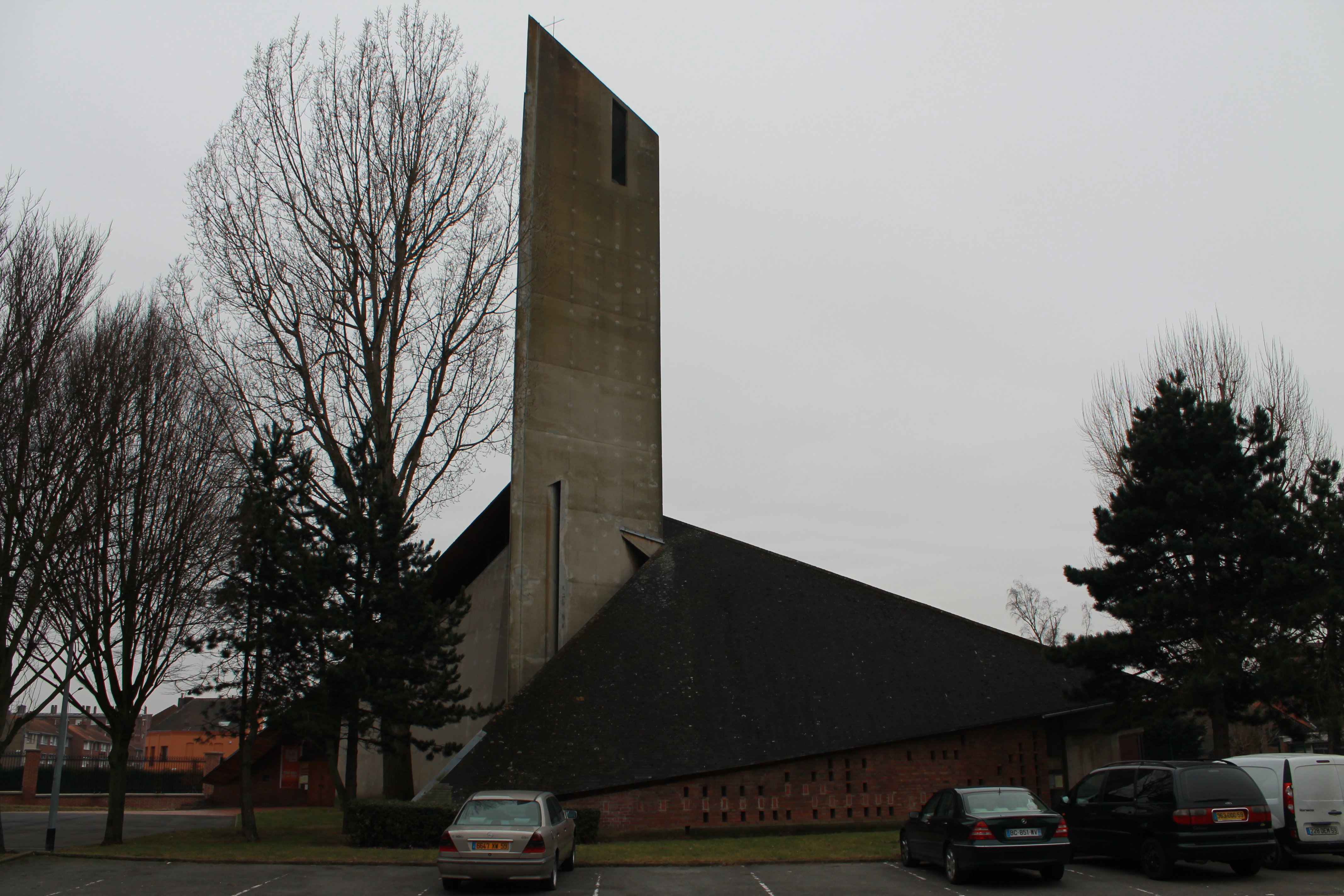
Kirche Saint-Jean-Bosco
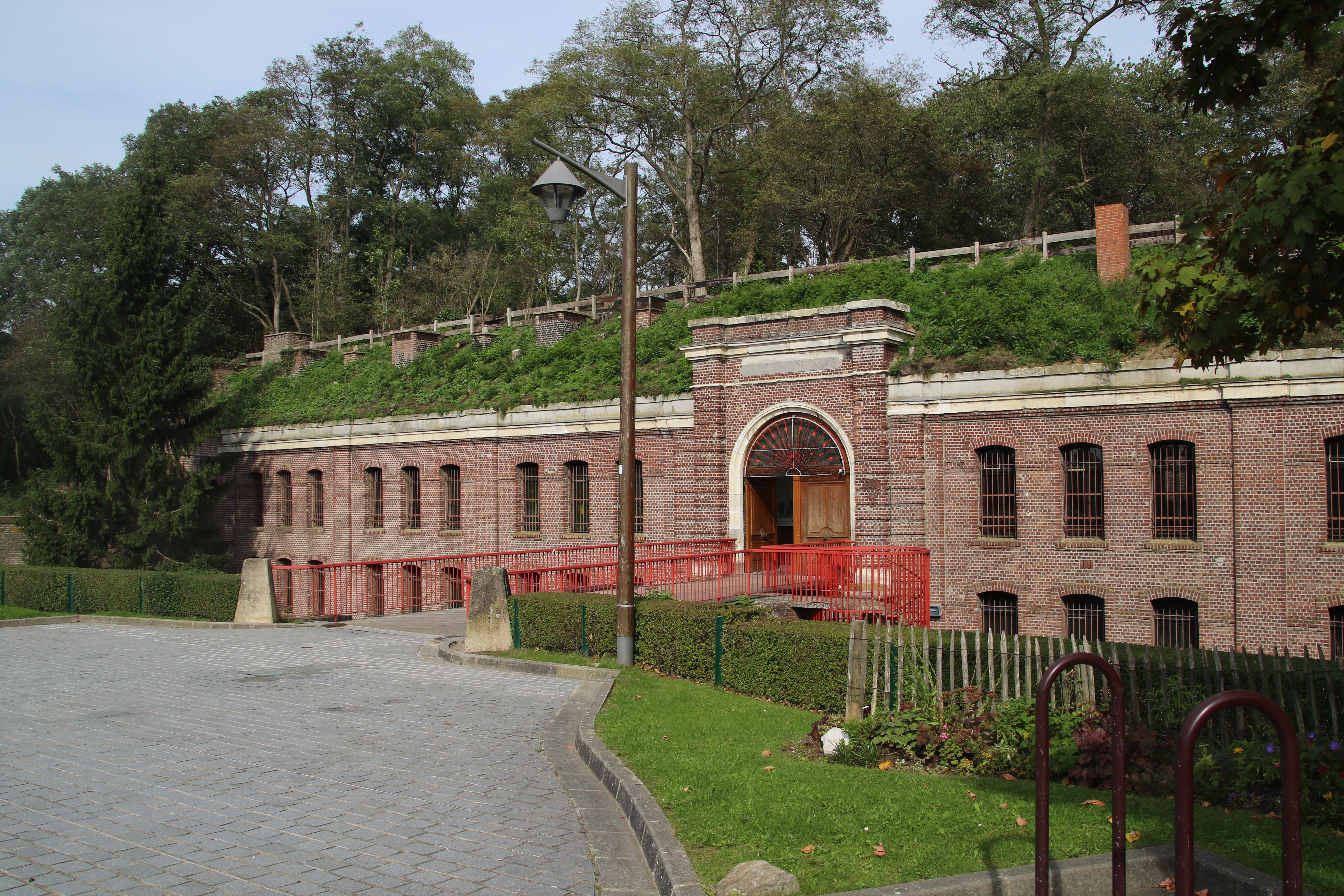
Fort Mons-en-Barœul
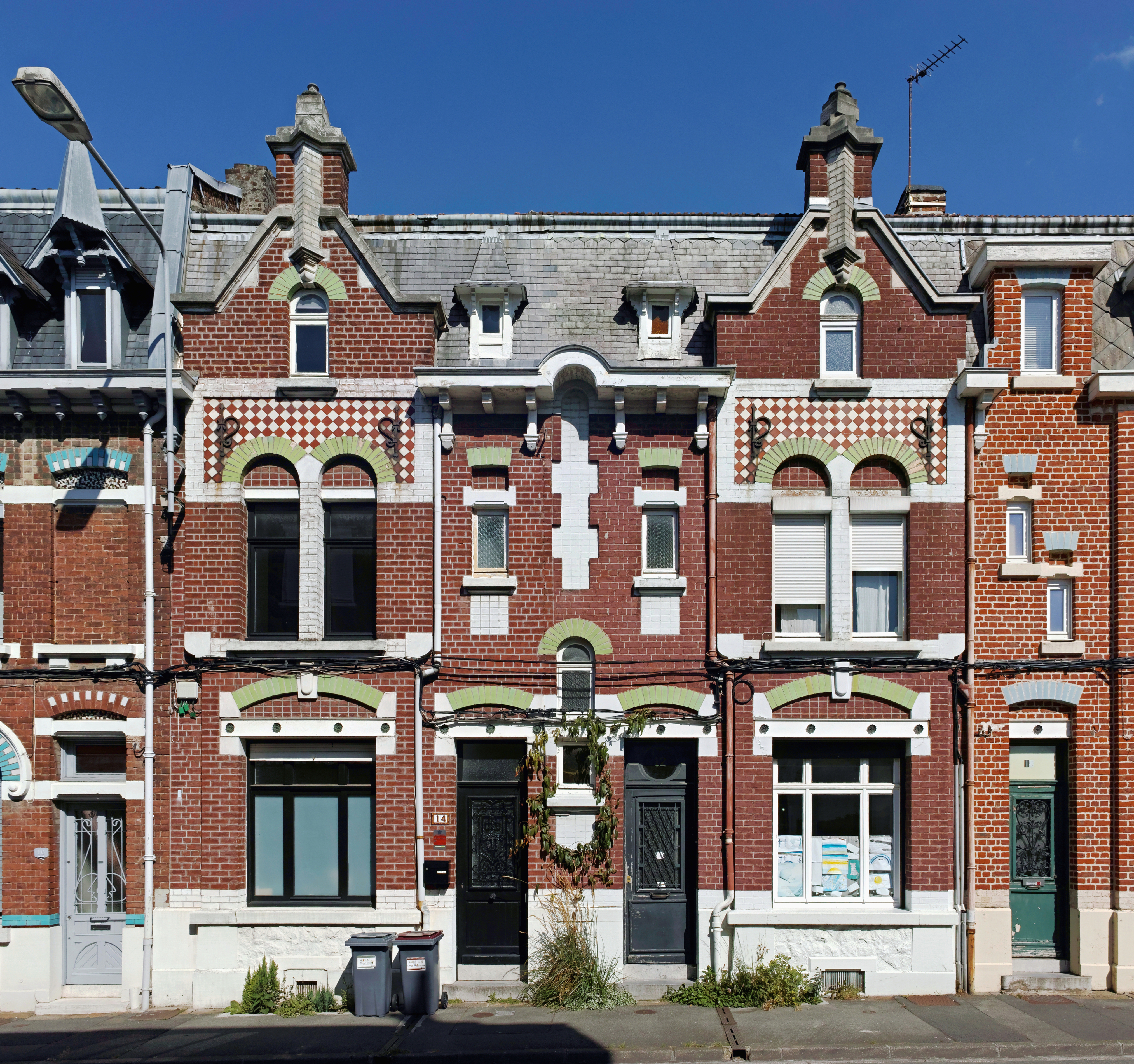
Bürgerhaus in der Rue Pasteur

## Persönlichkeiten
- Michel Butor (1926–2016), Schriftsteller
- Laurent Desbiens (* 1969), Radrennfahrer